# Макаський сільський округ
Мака́ський сільський округ (каз. Мақаш ауылдық округі, рос. Макашский сельский округ) — адміністративна одиниця у складі Курмангазинського району Атирауської області Казахстану. Адміністративний центр — село Алга.
Населення — 2565 осіб (2021; 2857 у 2009, 3215 у 1999, 2435 у 1989).
Станом на 1989 рік існувала Морська сільська рада (села Алга, Жайдарли, Тишкенбай), село Афанасьєво перебувало у складі Аккольської селищної ради.

## Склад
До складу округу входять такі населені пункти:
| Населений пункт              | Населення, осіб (1989) | Населення, осіб (1999) | Населення, осіб (2009) | Населення, осіб (2021) |
| ---------------------------- | ---------------------- | ---------------------- | ---------------------- | ---------------------- |
| Алга, село                   | 1697                   | 1878                   | 1972                   | 1880                   |
| Аліпова, село                | -                      | 266                    | 127                    | 8                      |
| Афанасьєва, станційне селище | 306                    | 465                    | 328                    | 323                    |
| Жайдарли, село               | 263                    | -                      | -                      | -                      |
| Іманово, село                | -                      | 308                    | 274                    | 243                    |
| Караколь, село               | -                      | 123                    | 56                     | 52                     |
| Кокарна, село                | -                      | 175                    | 100                    | 59                     |
| Тишкенбай, село              | 169                    | -                      | -                      | -                      |